# Weir River (vattendrag i Australien)
Weir River är ett vattendrag i Australien. Det ligger i delstaten Queensland, omkring 410 kilometer väster om delstatshuvudstaden Brisbane.
Omgivningarna runt Weir River är i huvudsak ett öppet busklandskap. Trakten runt Weir River är nära nog obefolkad, med mindre än två invånare per kvadratkilometer. Genomsnittlig årsnederbörd är 526 millimeter. Den regnigaste månaden är januari, med i genomsnitt 99 mm nederbörd, och den torraste är oktober, med 9 mm nederbörd.